# Jerzy Janowicz
Jerzy Filip Janowicz (* 13. November 1990 in Łódź) ist ein polnischer Tennisspieler. Sein bislang größter Erfolg war der Einzug ins Halbfinale von Wimbledon, der ihm als erstem Polen im Jahr 2013 gelang.

## Leben und Karriere

### 2005–2009: Juniorenkarriere und erste Erfahrungen als Profi
Jerzy Janowicz begann im Alter von fünf Jahren Tennis zu spielen. 2005 spielte er erstmals bei einem internationalen Juniorenturnier, und ein Jahr später konnte er in Saudi-Arabien seinen ersten Titel gewinnen. Seine größten Erfolge als Junior waren das Erreichen des Finales bei den US Open 2007 sowie bei den French Open 2008. In der Junioren-Weltrangliste stieg er in dieser Zeit bis auf Platz 5.
Im Juni 2007 nahm er erstmals an einem Future-Turnier im Seniorenbereich teil und wurde zwei Monate später erstmals in der Tennisweltrangliste geführt. Im März 2008 gewann Janowicz in der Schweiz seinen ersten Future-Titel. Daraufhin bekam er im Juni 2008 für das ATP-Turnier von Warschau eine Wildcard, er verlor jedoch in der ersten Runde in zwei Sätzen gegen den an Position drei gesetzten Juan Mónaco. Einen Monat später trat Jerzy Janowicz erstmals für die polnische Davis-Cup-Mannschaft an und konnte zum 4:1-Sieg über Belarus einen Einzelsieg gegen den ehemaligen Top-20-Spieler Maks Mirny beisteuern. Im weiteren Jahresverlauf gewann er noch zwei weitere Future-Turniere und erreichte zudem in Stettin erstmals das Halbfinale eines Challenger-Turniers. In der Weltrangliste stieg er im Laufe des Jahres 2008 um über 1000 Plätze bis auf Rang 339.
Das Jahr 2009 begann für Jerzy Janowicz mit einer erfolgreichen Qualifikation für das ATP-Turnier in Marseille im Februar 2009. Dort verlor er sein Erstrundenmatch in drei äußerst knappen Sätzen gegen Andreas Seppi. In der Davis-Cup-Begegnung gegen Belgien im März 2009 konnte Janowicz trotz eines Sieges über Kristof Vliegen die 1:4-Niederlage Polens nicht verhindern. Im Mai 2009 erreichte er in Polen zwei Future-Finals hintereinander, von denen er eines gewinnen konnte. Nach einer Halbfinalteilnahme beim Challenger-Turnier von Posen im Juli 2009 bekam Janowicz für das ATP-Turnier von Washington eine Wildcard, verlor aber in der ersten Runde in drei Sätzen gegen Marc Gicquel. Bei den US Open 2009 versuchte Janowicz erstmals, sich für ein Grand-Slam-Turnier zu qualifizieren, scheiterte aber in der dritten Qualifikationsrunde an Somdev Devvarman. Im September 2009 steuerte er im Davis Cup zum 3:2-Sieg über Großbritannien einen Sieg über Daniel Evans bei, er verlor jedoch sein zweites Einzel gegen den Weltranglistendritten Andy Murray. Im Oktober 2009 scheiterte er bei den ATP-Turnieren von Stockholm und Lyon jeweils in der dritten Qualifikationsrunde. In der Weltrangliste war er in diesem Jahr zwischenzeitlich bis auf Rang 229 vorgerückt, fiel zum Jahresende aber auf Rang 319 zurück.

### 2010–2011: Einstieg in die Top 200 und erster Challenger-Titel
Im Februar 2010 gewann Jerzy Janowicz in Aserbaidschan seinen mittlerweile fünften Future-Titel. Im April 2010 bekam er für das ATP-Turnier von Houston eine Wildcard, verlor jedoch in zwei Sätzen gegen Wayne Odesnik. Im Juni 2010 folgten zwei weitere Future-Titel in Polen, gefolgt von einer erfolgreichen Qualifikation für das ATP-Turnier von Båstad im Juli 2010. Er verlor in der ersten Hauptrunde gegen den ebenfalls als Qualifikant gestarteten Ervin Eleskovic. Bei den US Open 2010 scheiterte Janowicz wie schon im Vorjahr in der Qualifikation, doch dafür konnte er im September 2010 in Saint-Rémy-de-Provence in seinem ersten Challenger-Finale gegen Édouard Roger-Vasselin sogleich seinen ersten Titel gewinnen. Daraufhin stieg er in der Weltrangliste erstmals in die Top 200 ein. In der Davis-Cup-Partie gegen Lettland verlor Janowicz zwar sein erstes Einzel gegen Ernests Gulbis, konnte aber das entscheidende letzte Einzel gegen Kārlis Lejnieks gewinnen und somit Polen den 3:2-Sieg sichern. Im Oktober 2010 konnte er in Belarus bei zwei aufeinander folgenden Future-Turnieren neun Matches in Folge gewinnen: Nachdem er das erste Turnier gewonnen hatte, konnte er im zweiten Turnier erst in einem knappen Finale gestoppt werden. Im November 2010 erreichte Janowicz in Salzburg zum zweiten Mal in seiner Karriere ein Challenger-Finale, welches er aber in drei knappen Sätzen gegen Conor Niland verlor. Dennoch erreichte er daraufhin mit Rang 161 seine bis dahin beste Weltranglistenposition.
Das Jahr 2011 begann für Jerzy Janowicz mit einer knappen Niederlage gegen Bobby Reynolds in der zweiten Qualifikationsrunde der Australian Open. Anfang Februar 2011 erreichte er beim Challenger-Turnier in Courmayeur das Halbfinale, wo er gegen Gilles Müller ausschied. Im März 2011 verlor Janowicz bei der Davis-Cup-Partie gegen Israel in fünf Sätzen gegen Amir Weintraub und konnte so trotz des anschließenden Sieges über Top-100-Spieler Dudi Sela die 2:3-Niederlage Polens nicht verhindern. Nachdem er bei den French Open bereits in der ersten Qualifikationsrunde ausgeschieden war, erreichte Jerzy Janowicz in Wimbledon die dritte Runde der Qualifikation, wo er sich nach über vier Stunden Spielzeit mit 6:8 im fünften Satz Martin Fischer geschlagen geben musste. Im Juli 2011 erreichte Janowicz in Posen sein erstes Challenger-Finale in diesem Jahr, er verlor jedoch in zwei Sätzen gegen Rui Machado. In Kitzbühel konnte sich Jerzy Janowicz im August 2011 erstmals seit über einem Jahr wieder für ein ATP-Turnier qualifizieren, er verlor jedoch in der ersten Runde in drei Sätzen gegen den späteren Halbfinalisten João Souza. In der Weltrangliste erreichte er danach mit Rang 140 seine bislang beste Platzierung. Das restliche Jahr verlief ohne weitere Höhepunkte.

### 2012–2013: Grand-Slam-Debüt, Paris Masters und Wimbledon-Halbfinale
Im Februar 2012 erreichte Jerzy Janowicz beim Challenger-Turnier in Wolfsburg das Finale, verlor dieses jedoch äußerst knapp in drei Sätzen gegen Igor Sijsling. Anfang Mai 2012 gewann Janowicz zusammen mit Jürgen Zopp in Tunis seinen ersten Challenger-Titel im Doppel. Nur eine Woche später gewann er beim Challenger-Turnier in Rom seinen ersten Einzeltitel in diesem Jahr. Dabei besiegte er im Laufe des Turniers mit Ernests Gulbis, Rui Machado sowie im Finale Gilles Müller drei Top-100-Spieler. Nachdem er bei den French Open noch knapp in der letzten Qualifikationsrunde gescheitert war, konnte sich Janowicz im Juni 2012 in Wimbledon erstmals für ein Grand-Slam-Turnier qualifizieren. In der ersten Hauptrunde setzte er sich in vier Sätzen gegen den ebenfalls aus der Qualifikation gestarteten Simone Bolelli durch, bevor er in der zweiten Runde in einem Fünfsatzmatch gegen Ernests Gulbis gewann. In der dritten Runde traf er auf den an Position 31 gesetzten Florian Mayer. Dort unterlag er, nachdem er bereits zwei Matchbälle nicht nutzen konnte, in fünf Sätzen. Im Juli folgten auf der Challenger-Tour zwei weitere Einzeltitel, die er in Scheveningen und Posen errang. Der Durchbruch auf der World Tour gelang ihm Ende Oktober beim Masters in Paris. Ohne Satzverlust überstand Janowicz zunächst die Qualifikation gegen Dmitri Tursunow und Florent Serra, ehe er in der ersten und zweiten Runde ebenso deutlich gegen Philipp Kohlschreiber und Marin Čilić gewann. Im Achtelfinale bezwang er Olympiasieger Andy Murray in drei Sätzen, dabei hatte Murray im zweiten Satz sogar einen Matchball. Im anschließenden Viertelfinale drehte Janowicz gegen Janko Tipsarević erneut einen Rückstand. Tipsarević musste im dritten Satz schließlich verletzungsbedingt aufgeben, womit Janowicz als erster Pole in das Halbfinale eines Masters einzog. Gegen Gilles Simon blieb er dort mit 6:4, 7:5 erneut ohne Satzverlust. Im Finale unterlag er letztlich dem Spanier David Ferrer mit 4:6, 3:6. Durch diesen Erfolg rückte Janowicz von Position 69 in der Weltrangliste auf Position 26 vor.
Die Saison 2013 verlief in der ersten Jahreshälfte für Janowicz stabil, ohne dabei im Einzel einen Titel zu gewinnen. Bei den Australian Open erreichte er erstmals die dritte Runde. Bei den nachfolgenden Turnieren kam er jedoch ebenfalls nie über die dritte Runde hinaus. Einzig beim Masters in Rom konnte er nach Siegen über Jo-Wilfried Tsonga und Richard Gasquet das Viertelfinale erreichen, wo er Roger Federer in zwei Sätzen unterlag. Zuvor hatte er in Indian Wells erstmals in seiner Karriere das Finale eines Doppelwettbewerbs erreicht. An der Seite von Treat Huey unterlag er in drei Sätzen den Weltranglistenführenden Bob und Mike Bryan. In Roland Garros erreichte er wie schon beim ersten Grand Slam des Jahres die dritte Runde. In Wimbledon zog er als erster Pole in der Geschichte ins Halbfinale eines Grand-Slam-Turniers im Herreneinzel ein. Dort unterlag er Andy Murray in vier Sätzen. Durch diesen Erfolg konnte er in der Weltrangliste auf Rang 17 vorstoßen. Nach guten Ergebnissen bei den nachfolgenden Turnieren wie etwa dem Canada Masters verbesserte er sich noch weiter auf Rang 14. Bei den US Open verlor er bereits in der ersten Runde glatt in drei Sätzen gegen Máximo González.

### 2017–2020: Lange Verletzungspause und Comeback
Aufgrund von Verletzungen an Fuß und Knie bestritt Jerzy Janowicz von 2017 bis 2020 keine Turniere mehr und fiel deshalb sogar aus der Weltrangliste. Beim dritten Turnier nach seinem Comeback im Jahr 2020 erreichte er, mit einer Wildcard ausgestattet, das Finale des Challenger-Turniers von Pau, das er gegen den ehemaligen Top-10-Spieler Ernests Gulbis verlor. Durch das erfolgreiche Abschneiden konnte er sich bereits wieder bis auf Platz 461 der Weltrangliste vorarbeiten. Seit 2020 arbeitet er außerdem mit dem österreichischen Tennistrainer Günter Bresnik zusammen.
2023 spielte er bei den in Polen ausgetragenen Europaspielen in der Disziplin Padel.

## Erfolge
| Legende (Anzahl der Siege)  |
| Grand Slam                  |
| ATP World Tour Finals       |
| ATP World Tour Masters 1000 |
| ATP World Tour 500          |
| ATP World Tour 250          |
| ATP Challenger Tour (8)     |

### Einzel

#### Turniersiege
| Nr. | Datum              | Turnier                | Belag         | Finalgegner                 | Ergebnis        |
| --- | ------------------ | ---------------------- | ------------- | --------------------------- | --------------- |
| 1.  | 12. September 2010 | Saint-Rémy-de-Provence | Hartplatz     | Édouard Roger-Vasselin      | 3:6, 7:68, 7:66 |
| 2.  | 12. Mai 2012       | Rom                    | Sand          | Gilles Müller               | 7:63, 6:3       |
| 3.  | 15. Juli 2012      | Scheveningen           | Sand          | Matwé Middelkoop            | 6:2, 6:2        |
| 4.  | 22. Juli 2012      | Posen                  | Sand          | Jonathan Dasnières de Veigy | 6:3, 6:3        |
| 5.  | 11. September 2016 | Genua                  | Sand          | Nicolás Almagro             | 7:65, 6:4       |
| 6.  | 26. Februar 2017   | Bergamo                | Hartplatz (i) | Quentin Halys               | 6:4, 6:4        |

#### Finalteilnahmen
| Nr. | Datum            | Turnier       | Belag         | Finalgegner     | Ergebnis       |
| --- | ---------------- | ------------- | ------------- | --------------- | -------------- |
| 1.  | 4. November 2012 | Paris         | Hartplatz (i) | David Ferrer    | 4:6, 3:6       |
| 2.  | 23. August 2014  | Winston-Salem | Hartplatz     | Lukáš Rosol     | 6:3, 6:73, 5:7 |
| 3.  | 8. Februar 2015  | Montpellier   | Hartplatz (i) | Richard Gasquet | 0:3 aufgg.     |

### Doppel

#### Turniersiege
| Nr. | Datum              | Turnier | Belag         | Partner         | Finalgegner                           | Ergebnis         |
| --- | ------------------ | ------- | ------------- | --------------- | ------------------------------------- | ---------------- |
| 1.  | 5. Mai 2012        | Tunis   | Sand          | Jürgen Zopp     | Nicholas Monroe Simon Stadler         | 7:61, 6:3        |
| 2.  | 19. September 2012 | Mons    | Hartplatz (i) | Tomasz Bednarek | Michaël Llodra Édouard Roger-Vasselin | 7:5, 4:6, [10:2] |

#### Finalteilnahmen
| Nr. | Datum         | Turnier      | Belag     | Partner           | Finalgegner          | Ergebnis         |
| --- | ------------- | ------------ | --------- | ----------------- | -------------------- | ---------------- |
| 1.  | 17. März 2013 | Indian Wells | Hartplatz | Treat Conrad Huey | Bob Bryan Mike Bryan | 3:6, 6:3, [6:10] |